# モノステアリン酸アルミニウム
モノステアリン酸アルミニウム（モノステアリンさんアルミニウム、英: Aluminium monostearate）はステアリン酸とアルミニウムからなる塩で、金属石鹸の一種である。化学式はAl(OH)2C18H35O2。ジヒドロキシ(オクタデカノアート-O-)アルミニウムや、ジヒドロキシ(ステアレート)アルミニウムとも表記される。

## 用途
繊維製品の防水剤や潤滑油の増粘剤に使用されるほか、着色しゲル化したものが医薬品の包装や化粧品に使われる。これらは通常の使用では安全であるが、体内にアルミニウムが蓄積する可能性がある。